# Gološkržnjaci
Gološkržnjaci (lat. Nudibranchia) skupina su puževa koji odbacuju svoju ljušturu, takozvanu kućicu, nakon stadija ličinke. Poznati su po raznobojnosti i neobičnim oblicima prema čemu su dobili i raznolika imena kao što su »zmaj«, »klaun« i »morski zec«. Danas je poznato oko 3000 vrsta koje pripadaju ovoj skupini, a u Jadranu živi njih tridesetak.
Njihov dvojni naziv dolazi od latinskoga nudus ('gol, nag') i starogrčkog βράγχια (bránkhia, 'škrge').
Skupinu se uobičajilo razgovorno nazivati morskim puževima zbog toga što pripadaju porodici mekušaca stražnjoškržnjaša (Opisthobranchia). Međutim, velik broj »morskih puževa« pripada taksonomskim skupinama koje nisu blisko srodne gološkržnjacima. Mnoge od tih drugih vrsta tzv. morskih puževa, poput nadreda Sacoglossa i porodice Aglajidae, često se stoga zabunom spominju kao gološkržnjaci.

## Rasprostranjenost i obitavalište
Gološkržnjake se može pronaći u morima diljem svijeta, od Arktika do toplijih i tropskih klima pa sve do Južnog oceana i Antarktike. Gotovo su isključivo morske životinje, iako je poznato da nekoliko vrsta obitava u bočatim vodama nižeg saliniteta.
Žive na praktički svim razinama, od međuplimnih zona do preko 700 metara dubine. Najveća se raznolikost pronalazi u toplim, plitkim grebenima, a jedna je vrsta pronađena na dubini od skoro 2500 metara.
Bentalne su životinje i može ih se pronaći u supstratu. Jedini su izuzetak od toga neustonski rod Glaucus, koji plutaju naopako netom ispod površine mora, pelagijska vrsta Cephalopyge trematoides, koja pliva duž cijelog vodenog stupa, te Phylliroe bucephalum.

## Anatomija
Oblici tijela gološkržnjaka raznoliki su. Stražnjoškržnjaši, za razliku od drugih puževa, izvana izgledaju bilateralno simetrično iako to nisu iznutra, zbog toga što su prošli kroz sekundarnu detorziju. Kod svih su gološkržnjaka muški i ženski spolni otvori na desnoj strani tijela, što odražava njihovo nesimetrično porijeklo. Nemaju plašt (pallium). Neke vrste imaju otrovne udove (cerata) na bočnim stranama koje služe odbijanju grabežljivaca. Mnoge vrste imaju i jednostavan probavni sustav te usta s radulom.
Oči su gološkržnjaka jednostavne građe te razlikuju tek svijetlo i tamu. Nalaze se unutar tijela i promjer im je oko četvrtine milimetra. Sastoje se od očne leće i pet fotoreceptora.
Veličina gološkržnjaka varira od 4 do 600 milimetara.
Odrasle jedinke nemaju ljušturu niti poklopac (operculum, koji je u puževa s ljušturom rožnata ili koštana tvorevina koja služi zatvaranju otvora ljušture kada je tijelo povučeno u nju). Kod većine vrsta, plivajući veliger (ličinka) ima spiralnu ljušturu koju odbacuje pri metamorfozi, odrastanju u odraslu jedinku. Neke vrste ne prolaze kroz metamorfozu te je kod njih ljuštura odbačena i prije no što mladunac izađe iz jajašca.
Glava gološkržnjaka pokrivena je ticalima s osjetom dodira, okusa i mirisa. Rinofore, koje su nalik na palice, osjetila su za mirise.

## Životni ciklus
Gloškržnjaci su dvospolci, što znači da imaju oba spolna organa, no ne mogu oploditi sami sebe. Parenje tipično traje nekoliko minuta te uključuje udvaranje nalik plesu. Jajašca su najčešće polegnuta unutar želatinaste spirale, koja se često opisno naziva vrpcom. Njihov broj varira; vrpca može sadržavati samo jedno ili dva jajašca (kod vrste Vayssierea felis), ili pak oko 25 milijuna (vrsta Aplysia fasciata). Jajašca sadrže toksine iz morskih spužvi kako bi odbile grabežljivce. Nakon što se slegnu, mladunci izgledaju gotovo identično odraslim jedinkama, osim što su manji. Novoslegnute jedinke također imaju manji broj cerata. Životni vijek gološkržnjaka može biti dug od nekoliko tjedana do godinu dana, ovisno o vrsti.

## Prehrana i ekologija
Sve poznate vrste gološkržnjaka su mesojedi. Neke se hrane spužvama, druge (poput roda Cuthona) obrubnjacima ili mahovnjacima (vrste iz skupine Phanerobranchia: Tambja, Limacia, Triopha itd.). Neke vrste jedu druge puževe ili njihova jajašca (rod Favorinus), a u nekim su slučajevima i kanibalističke. Prehrana raznih vrsta uključuje i plaštenjake, vitičare te moruzgve.

## Taksonomija
Najažurnija taksonomija gološkržnjaka jest Taksonomija razreda Gastropoda Boucheta i Rocroia iz 2005. godine, koja ih kategorizira kao podskupinu nadreda Nudipleura. Gološkržnjaci se tada dijele na dvije skupine:
- Euctenidiacea (= Holohepatica)
  - Gnathodoridacea (monotipska, Bathydorididae)
  - Doridacea
    - Doridoidea
    - Phyllidioidea
    - Onchidoridoidea
    - Polyceroidea (= Phanerobranchiata Non Suctoria)
- Dexiarchia (= Actenidiacea)
  - Pseudoeuctenidiacea (= Doridoxida)
  - Cladobranchia (= Cladohepatica)
    - Euarminida
    - Dendronotida
    - Aeolidida
    - neklasificirane skupine u skupini Cladobranchia (prethodno dio skupine Metarminoidea)
      - Charcotiidae
      - Dironidae
      - Goniaeolididae
      - Heroidae
      - Proctonotidae
      - Madrellidae
      - Pinufiidae
      - Embletoniidae

## Galerija
- Tritoniopsis elegans
- Nembrotha cristata, Nacionalni park Bunaken
- Triopha catalinae (Sea clown, »morski klaun«), sjeverna Kalifornija
- Chromodoris annae, vrata Lembeh, Indonesia
- Španjolska plesačica (Hexabranchus sanguineus), Crveno more
- Nembrotha chamberlaini, otok Verde, Filipini
- Glossodoris atromarginata
- Chromodoris dianae, otok Verde, Filipini
- Par Nembrotha milleri tijekom parenja, otok Verde, Filipini
- Felimare picta u Gray's Reef National Marine Sanctuary, Savannah, Georgia
- Ljubičasta flabelina (Flabellina affinis), La Herradura u Sredozemnom moru, Španjolska
- Jajašca vrste iz skupine Doridoidea, Moss Beach, California
- Jajašca, Shaab Mahmoud (Crveno more), Egipat
- Jajašca, Malahi (Crveno more), Egipat
- Goniobranchus kuniei, Papua Nova Gvineja
- Hypselodoris nigrostriata
- Reticulidia fungia, Nacionalni park Wakatobi, Indonezija[26]